# Eustacomyia hirta
Eustacomyia hirta là một loài ruồi trong họ Tachinidae.